# تپه شور شوریک
تپه شور شوریک مربوط به دوران پیش از تاریخ ایران باستان است و در شهرستان خوی، بخش صفائیه، روستای شوریک واقع شده و این اثر در تاریخ ۱۷ اسفند ۱۳۸۱ با شمارهٔ ثبت ۷۸۲۴ به‌عنوان یکی از آثار ملی ایران به ثبت رسیده است.